# Jaljas
Los jaljas o mongoles jalja (en mongol: Халх ᠬᠠᠯᠬ᠎ᠠ) son un grupo de mongoles nómadas, el más numeroso en el país de Mongolia. También están presentes en otras regiones de Asia Central. Según su tradición son los auténticos herederos de Gengis Kan.
La lengua oficial de Mongolia está basada en el mongol jalja.

## Nombre
La palabra "Kaerja" apareció por primera vez en "La historia secreta de Mongolia " en documentos históricos. Está escrita como "Haleha", que significa "respaldo, protección". El "Libro del Ruibarbo" registra: "Residiendo en el norte de Hanggai, defendiéndose de enemigos extranjeros, convirtiéndose en nuestro respaldo – los hogares de Kaljawan". Jalja aquí significa "respaldo, protección y protección". 

## Distribución nacional
La mayoría de los mongoles jalja ahora viven en el norte del desierto, es decir, al norte del desierto de Gobi, también conocido como Mobei Mongolia (la división de la dinastía Qing) o Mongolia exterior ( mongol :ᠭᠠᠳᠠᠭᠠᠲᠤ ᠮᠣᠩᠭᠣᠯ, Alfabeto cirílico : гадаад монгол ), distribuido principalmente en la parte más occidental de la moderna Mongolia , Kobdo y otros lugares, desde los inicios de la dinastía Qing Tushetu jan , Saiyin Nuoyan , Chechen Kan y Zasaktu Kan consta de cuatro partes.  Además, los descendientes de los jaljas que viven en China se distribuyen en Mongolia Interior y Qinghai, y algunos grupos viven en la República Autónoma de Buriatia en Rusia , pero ya no conservan la identidad y cultura de jalja ni el lenguaje. 

## Población
Mongolia tiene alrededor de 2,993,000 personas. La población más grande de Mongolia, el mongol jalja, representó el 81.5% de la población doméstica, y pertenece al tipo mongoloide del norte y la homología mongol china.
La etnia mongola tiene una tez amarilla o tostada, y el cabello es mayormente negro y duro, con pómulos prominentes, ancho medio de la nariz y puente nasal bajo, labios gruesos medios, ligeramente sobresalientes hacia adelante, y las ranuras traseras de los incisivos superiores aparecen hacia adentro El tipo de pala hundida, la mayoría de los párpados individuales, la esquina externa del ojo es más alta que la esquina interna.